# Chiesa di Sant'Antonio Abate (Cagliari)
La chiesa di Sant'Antonio Abate è una chiesa monumentale di Cagliari. Si affaccia su via Giuseppe Manno, nel quartiere storico di Marina.
La chiesa, regolarmente officiata, richiama fedeli particolarmente il 17 gennaio, giorno della festa del santo titolare, quando si svolge la tradizionale benedizione degli animali domestici nella vicina piazza San Sepolcro.

## Storia
L'attuale chiesa venne innalzata nella prima metà del XVIII secolo sopra la precedente cappella dell'adiacente ospedale e convento, retto allora dall'ordine degli spedalieri di san Giovanni di Dio. Agli spedalieri si deve l'edificazione della nuova chiesa, consacrata nel 1723, come testimonia la lapide posta nell'atrio.
Nel 1850 gli spedalieri si trasferirono nella nuova sede dell'ospedale, progettata da Gaetano Cima. In seguito a questo evento, l'antico ospedale e l'adiacente convento divennero proprietà di privati, mentre la chiesa di Sant'Antonio fu ceduta alla confraternita della Vergine Maria detta “Odigitria” d'Itria.

## Descrizione

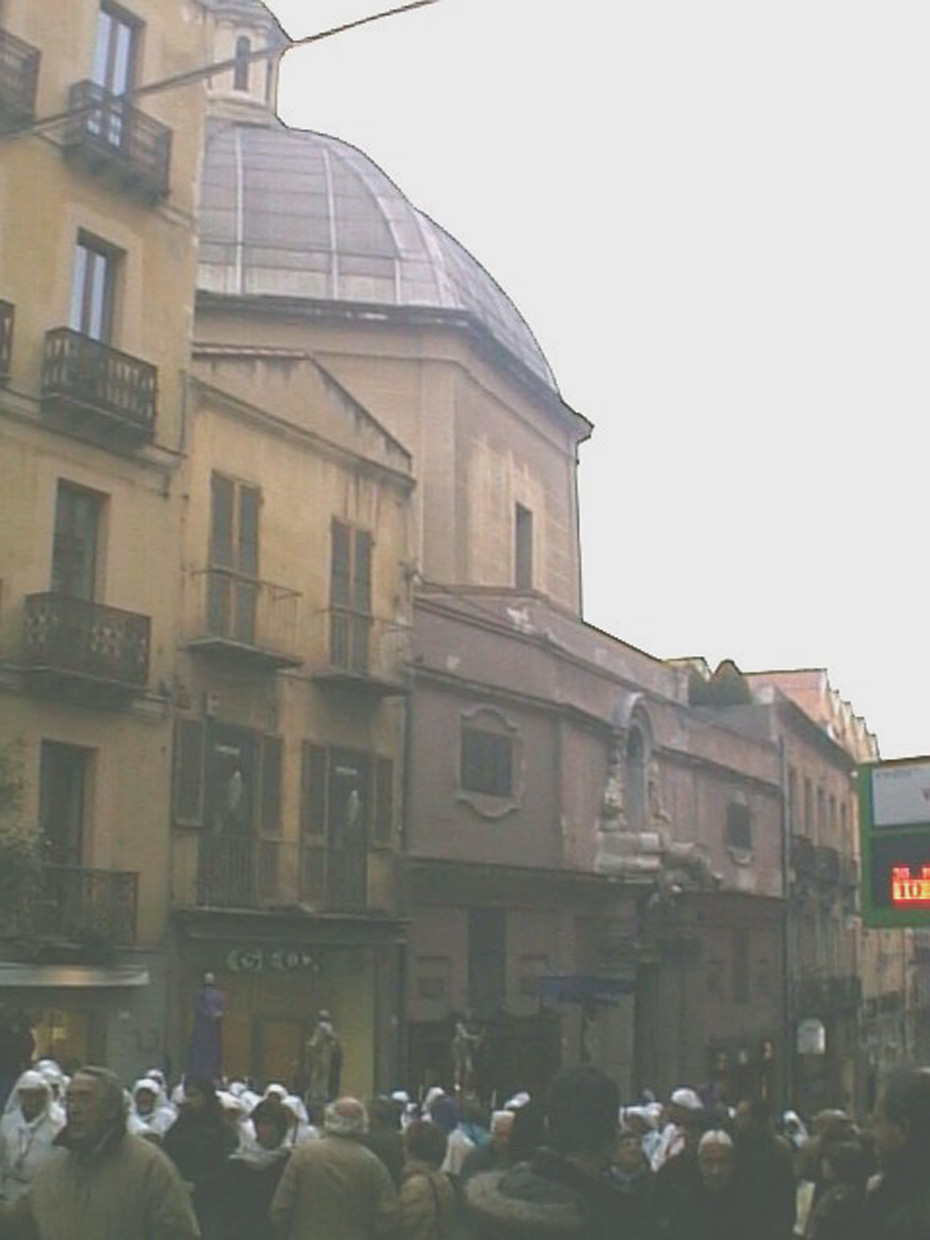
Veduta

Il tempio, a pianta ottagonale, si caratterizza all'esterno principalmente per la grande cupola, sormontata da una elegante lanterna, e per il portale in facciata, sormontato da una cornice curvilinea, contenente l'elaborata nicchia con la statua del titolare, raffigurato con un bastone in mano e un maialino ai suoi piedi (sant'Antonio abate è infatti considerato protettore degli animali domestici).
L'interno è invece caratterizzato dal colore verde degli intonaci, su cui spiccano le dorature degli stucchi e dei capitelli corinzi delle paraste laterali. Sul tamburo della cupola, scandito da arcate a tutto sesto, si aprono i finestroni rettangolari che danno luce all'interno. Su ciascun lato si aprono tre cappelle voltate a botte. Il presbiterio, sviluppato in profondità, ospita un fastoso altare in marmi policromi decorato da stucchi dorati. Sopra la bussola d'ingresso è ubicato un organo a due tastiere della ditta pistoiese Agati Tronci acquistato nel 1887 dall'Arciconfraternita della SS.ma Vergine d'Itria (1607).